# Jennifer Chieng
Jennifer Chieng   (Maryland, 29 d'abril de 1986) és una boxejadora dels Estats Federats de Micronèsia. Va competir en els Jocs Olímpics d'Estiu de 2016 en l'esdeveniment pes lleuger femení, en el qual va ser eliminada en la 16a ronda de per Mikaela Mayer. Va portar la bandera del seu país en la desfilada de Nacions.
Chieng va fer el seu debut a la Bellator MMA el 13 d'octubre, a la Bellator 208, amb una victòria TKO (Knockout tècnic) sobre Jessica Ruiz.